# Дорофеиха
Дорофе́иха — деревня в городском округе Семёновский Нижегородской области России.

## География
Деревня находится на правом берегу реки Керженец. Абсолютная высота — 101 м над уровнем моря.

### Часовой пояс
Деревня Дорофеиха, как и вся Нижегородская область, находится в часовой зоне МСК (московское время). Смещение применяемого времени относительно UTC составляет +3:00.

## Население
| 2002 | 2010 |
| ---- | ---- |
| 59   | ↘35  |

### Национальный состав
Согласно результатам переписи 2002 года, в национальной структуре населения русские составляли 98 % из 59 чел.